# 半月里村
半月里村，是福建省宁德市霞浦县下辖的一个畲族行政村，因村庄后山犹如半月而得名。
半月里村是中国历史文化名村、中国传统村落、国家级非物质文化遗产名村和中国少数民族特色村寨，村里以雷姓的畲族人居多。半月里村原为白露坑行政村的一部分，2018年12月，经当地居民的投票表决和霞浦县人民政府的批准，半月里、牛胶岭、岔头和东瓜坪自白露坑划出，建立行政村。当地村民的主要收入来源为旅游业及果园、茶园种植。